# I monti pallidi
I monti pallidi. Storie e leggende delle Dolomiti è una raccolta di fiabe e leggende composta dall'antropologo austriaco Karl Felix Wolff.
Il libro contiene numerose leggende proprie del territorio ladino e delle Dolomiti, conosciute dall'autore durante il periodo di residenza in Val di Fiemme, grazie a una signora locale.

## Fiabe
Nel libro sono riportate 23 leggende ladine, alcune delle quali eziologiche e molto legate al territorio delle Dolomiti:
- I monti pallidi (Lis montes pàljies)
- La leggenda delle rose
- I fiori di Lagorài
- L'usignolo del Sassolungo (La siriòla del Sass-lèng)
- Conturina
- Mano di ferro (Man de Fjer)
- La moglie dell'Arimanno
- Il lago dell'arcobaleno (El lèc del ergobando)
- Il pastore del monte Cristallo
- La Salvària
- La Lajadira
- Cadina
- La capanna delle Misotidi (La tambra de selièttes)
- La Regina dei Croderes (La Rèina de lis Crodères)
- Le nozze di Merisana
- Il genio del torrente
- Albolina
- I figli del Sole
- La pittrice del monte Faloria
- Il Selvaggio di Pontives
- Gli stregoni del bosco Delamis
- La sorgente dell'oblio (Lo fontèna del omblìa)
- Donna Dindia